# ケベロ
ケベロ（英: Kebero、アムハラ語とティグリニャ語: ከበሮ）は、エリトリア、スーダン、エチオピアの伝統音楽で使用される、両端にヘッド（打面）がある円錐形のコニカル・ハンド・ドラム。
動物の皮の一部が楽器の両端に張られ、膜音響器が形成される。ケベロの大きいバージョンはエチオピアやエリトリアにおける正教会の典礼音楽でも使用され、小さいバージョンは世俗的な祝典で使用される。ケベロは主に結婚式、葬儀、その他の儀式で使用されている。この楽器は、木の幹をくり抜いた部分から作られ、そこに硬い粒子が挿入されている。シェルは、2枚の牛革の膜で覆われており、一方を他方よりも高くチューニングすることができる。ケベロは、ワレブと呼ばれる礼拝でも使用されている。それは主にエリトリアとエチオピアで行われている。